# Parque Dorado
El parque Antonio María Dorado se encuentra en el centro de Sama, en el municipio asturiano de Langreo. Construido a comienzos del siglo XX e incluido en 2014 en el Inventario Cultural del Principado de Asturias, su nombre se debe al alcalde Antonio María Dorado.

## Descripción
Situado junto al río Nalón, es el segundo parque en tamaño de Langreo, tras el parque García Lago de La Felguera. El proyecto fue encargado a Manuel del Busto en 1903, quien también diseñó el kiosko de música.
Se encuentra unido mediante dos puentes y una pasarela con el paseo de Los Llerones situado en la otra orilla del río, donde se encuentran centros educativos públicos y varias instalaciones deportivas.
El parque tiene una planta alargada que sigue el curso del Nalón, con una calle principal en el centro, bordeada con árboles y zonas ajardinadas. A los lados de ésta pueden encontrarse otros caminos más pequeños, además de estanques, palomares, estatuas, etc. También se encontraba una locomotora de vapor alemana Henschel número 6, la Pepe, del año 1927.
fue sustituida por un estanque cuando se abordaron obras de rehabilitación. En el fondo del parque se encuentran algunas instalaciones deportivas.
Es sede habitual de varios actos culturales, entre ellos los conciertos de las fiestas de Santiago, en torno al 25 de julio.

## Monumentos y lugares de interés

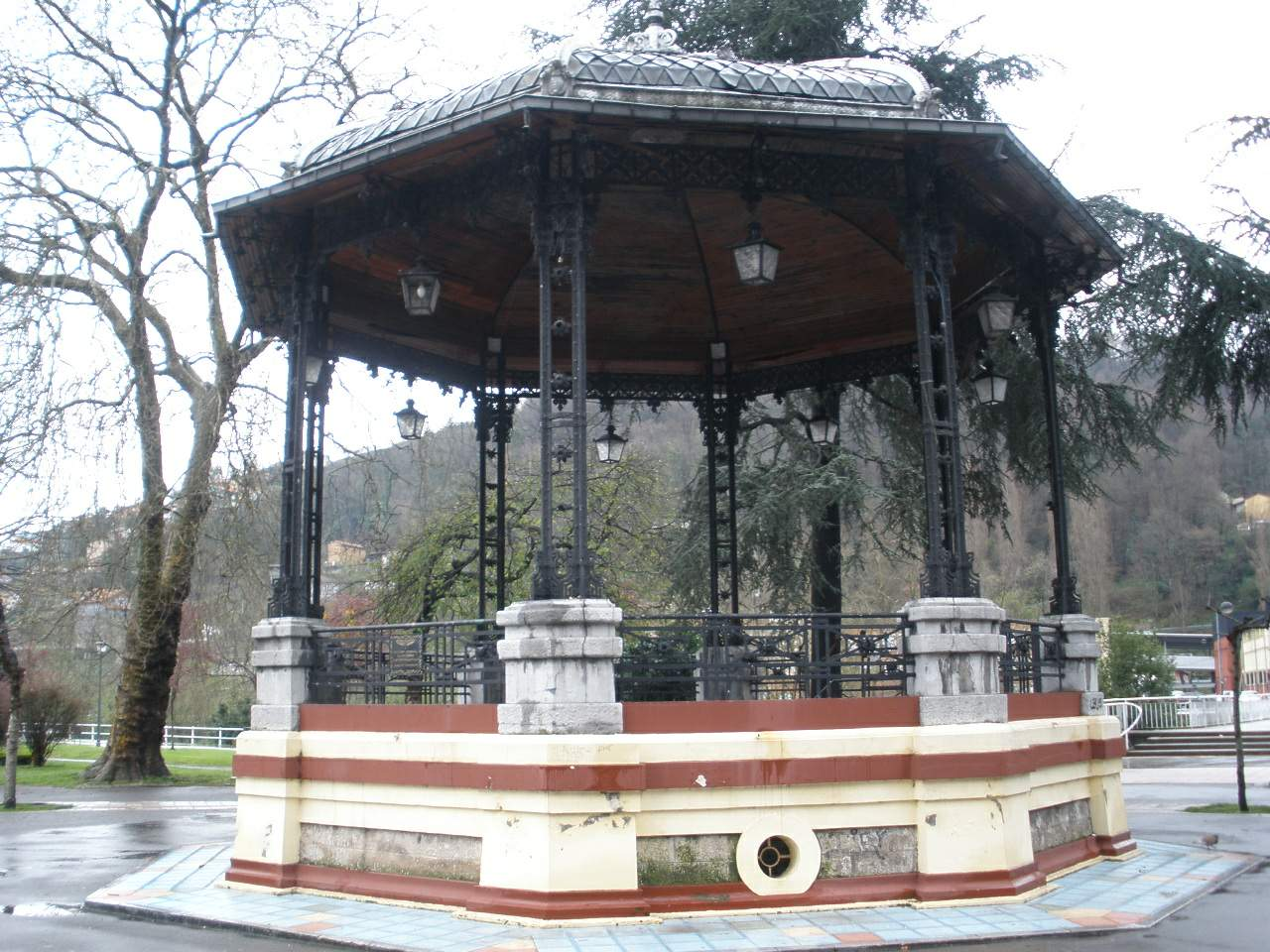
Kiosko de música

- Monumento de La Carbonera a Luis Adaro
- Quiosco de la música
- Fuente de la Samaritana
- Monumento al Trabajo
- Estanque de los Patos
- Estanque de las Carpas
- Palomar
- Locomotora Henschel nº 6, Pepe
- Escultura de Antonio María Dorado
- Cuélebre I y II